# Andrij Dykan'
'Andrij Oleksandrovyč Dykan' (in ucraino Андрій Олександрович Дикань?, in russo Андрей Александрович Дикань?, Andrej Aleksandrovič Dikan, traslitterazione anglosassone: Andriy Oleksandrovych Dykan; Charkiv, 16 luglio 1977) è un ex calciatore ucraino con passaporto russo, di ruolo portiere.

## Palmarès

### Club

#### Competizioni nazionali
- Vtoroj divizion: 1

SKA-Ėnergija: 2001